# Perilitus latus
Perilitus latus är en stekelart som beskrevs av Charles Thomas Brues 1924. Perilitus latus ingår i släktet Perilitus och familjen bracksteklar. Inga underarter finns listade i Catalogue of Life.